# Гантиади (Цалкский муниципалитет)
Гантиади (груз. განთიადი, до 2010 года — Тикилиса) — село в Грузии, на территории Цалкского муниципалитета края (мхаре) Квемо-Картли.

## География
Село находится в юго-восточной части Грузии, на правом берегу реки Храми, на расстоянии приблизительно 8 километров (по прямой) к западу от города Цалка, административного центра муниципалитета. Абсолютная высота — 1529 метров над уровнем моря.

## Население
По результатам официальной переписи населения 2014 года в Гантиади проживало 583 человека (285 мужчин и 298 женщин). В национальной структуре населения грузины составляли 92,5 %, греки — 5 %, азербайджанцы — 2,5 %.
| Год  | Население, человек |
| ---- | ------------------ |
| 2002 | 167                |
| 2014 | ↗ 583              |